# United States Air Forces Central Command
Lo United States Air Forces Central Command (USAFCENT) è un comando dell'Air Combat Command, componente aerea dello United States Central Command. Il quartier generale è situato presso la Shaw Air Force Base, Carolina del Sud.

## Missione
Il comando è la componente aerea dello United States Central Command, uno dei comandi regionali unificati delle forze armate statunitensi. Esso è responsabile delle operazioni aeree, sia unilateralmente che in concerto con alleati della coalizione, e sviluppa piani contingenti in supporto degli obiettivi dello USCENTCOM nell'area di responsabilità dell'Asia sud-occidentale. In aggiunta il comando gestisce un estensivo programma di approvvigionamento ed equipaggiamento in diverse strutture all'interno dell'area di responsabilità. Il comando non dispone di propri velivoli ma ne riceve a rotazione dai major command e dalle forze della riserva.

## Organizzazione
Attualmente, al maggio 2022, lo stormo controlla:
- 609th Air Operations Center (Combined Air Operations Center - CAOC)
- 332nd Air Expeditionary Wing
Lo stormo conduce operazioni di attacco, rifornimento in volo, spionaggio, sorveglianza, ricognizione, ricerca e recupero tutte in supporto diretto all'Operazione Inherent Resolve attraverso l'utilizzo di velivoli F-15E, F-16C, HC-130P, MQ-9, A-10C, KC-135R e HH-60G schierati in diverse località del Medio Oriente.
  -  407th Air Expeditionary Group, Ahmad al-Jaber Air Base, Kuwait
  - 332nd Expeditionary Operations Group
  - 332nd Expeditionary Maintenance Group
  - 332nd Expeditionary Medical Group
  - 332nd Expeditionary Mission Support Group
  -  447th Air Expeditionary Group, Incirlik Air Base, Turchia
  - 1st Expeditionary Rescue Group
- 378th Air Expeditionary Wing, Prince Sultan Air Base, Arabia Saudita
  - 378th Expeditionary Operations Group
  - 378th Expeditionary Medical Group
  - 378th Expeditionary Mission Support Group
- 379th Air Expeditionary Wing, Al Udeid Air Base, Qatar
  - 379th Expeditionary Operations Group
  - 379th Expeditionary Maintenance Group
  - 379th Expeditionary Medical Group
  - 379th Expeditionary Mission Support Group
- 380th Air Expeditionary Wing, Al Dhafra Air Base, Emirati Arabi Uniti
  - 380th Expeditionary Operations Group
L'unità ha il compito di condurre operazioni ad alta quota e ognitempo di spionaggio, sorveglianza, ricognizione, comando e controllo e rifornimento in volo per le operazioni Inherent Resolve e Sostegno Risoluto attraverso l'utilizzo di velivoli U-2S, E-3, RQ-4B, F-15E, F-22A e KC-10.
  - 380th Expeditionary Maintenance Group
  - 380th Expeditionary Medical Group
  - 380th Expeditionary Mission Support Group
- 386th Air Expeditionary Wing, Ali Al Salem Air Base, Kuwait
  - 386th Expeditionary Operations Group
  - 386th Expeditionary Maintenance Group
  - 386th Expeditionary Medical Group
  - 386th Expeditionary Mission Support Group
  -  387th Air Expeditionary Group, Abdul Al Mubarak Air Base, Kuwait
- 438th Air Expeditionary Wing - INATTIVO
- 455th Air Expeditionary Wing - INATTIVO